# Адриян Видяну
Адриан Видяну е румънски политик, бивш кмет на Букурещ, Румъния и бивш румънски министър на икономиката (2008 – 2010).
Той е вицепрезидент на Демократическа Партия в Румъния, чийто президент е Емил Бок (бивш кмет на Клуж-Напока и настоящ министър-председател на Румъния). Тази политическа партия е сред водещите в държавата.
Бивш бизнесмен на гранит и мрамор, Видяну е избран за кмет през април 2005 г., събирайки 53,01% от гласовете на избирателите.
Видяну има жена Миорица и 2 деца.